# Dimas Sañudo Aja
Dimas Sañudo Aja (Riva de Ruesga, Cantàbria, 1959) és un polític basc. Militant del PSE-PSOE (després PSE-EE), treballà com a tècnic informàtic fins que fou regidor de l'ajuntament de Bilbao del 1987 al 1999, i cap de l'oposició municipal del 1999 al 2004. Després ha estat president de FEVE i a les eleccions generals espanyoles de 2008 fou escollit senador per Biscaia.